# ألفريد رول
ألفريد رول (بالفرنسية: Alfred Roll) (و. 1846 – 1919 م) هو رسام، ونحات فرنسي، توفي في باريس، عن عمر يناهز 73 عاماً.

## التعليم
تعلم في المدرسة الوطنية للفنون الجميلة
.

## جوائز
حصل على جوائز منها:

وسام جوقة الشرف من رتبة ضابط أكبر